# Johann Michael Heineccius

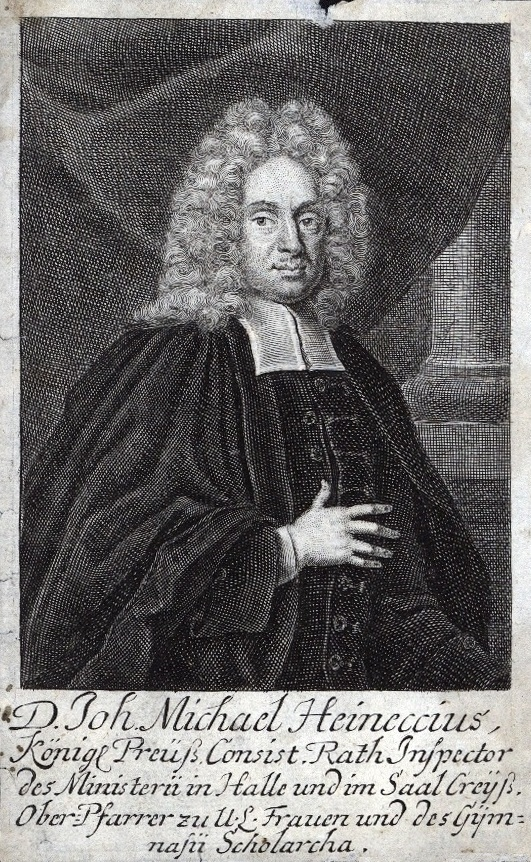
Johann Michael Heineccius

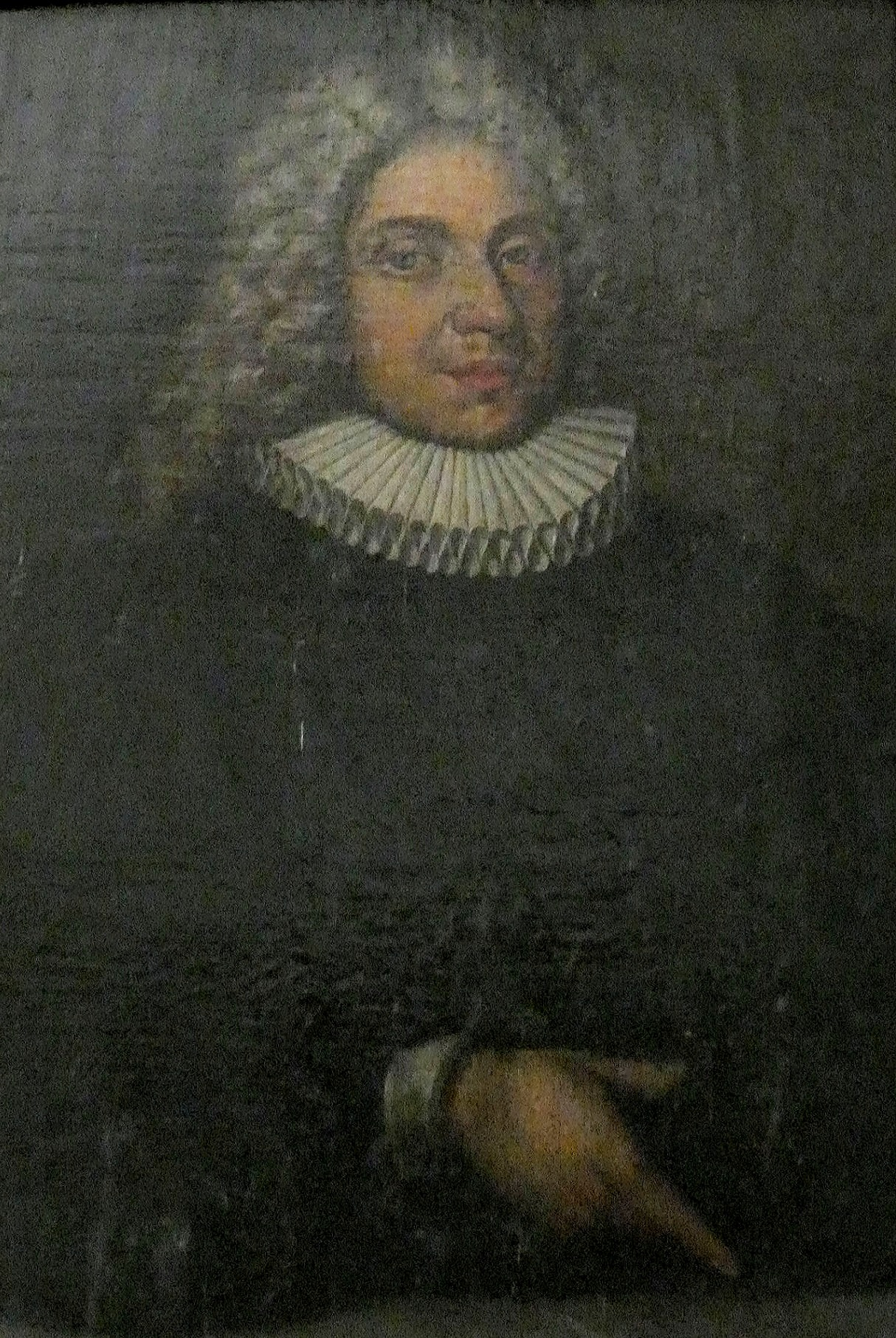
Porträt von Johann Michael Heineccius in der Marktkirche Halle

Johann Michael Heineccius (latinisiert aus Heinecke; * 14. Dezember 1674 in Eisenberg (Thüringen); † 11. September 1722 in Halle (Saale)) war ein deutscher lutherischer Theologe, Historiker, Siegelkundler und geistlicher Dichter.

## Leben
Johann Michael Heineccius war ein Sohn des Lehrers Johann Michael Heinecke. Sein jüngerer Bruder war der spätere Rechtswissenschaftler Johann Gottlieb Heineccius (1681–1741), der nach dem Tod des Vaters einige Jahre bei Johann Michael in Goslar lebte; dort war dieser, nach dem Studium in Jena, Gießen und Helmstedt, von 1698 bis 1708 Diaconus (zweiter ordinierter Prediger) an St. Peter und Paul.
1709 wurde Heineccius in Helmstedt zum Dr. theol. promoviert. 1708 wurde er Oberpfarrer an St. Ulrich in Halle, spätestens 1711 an der Marktkirche, außerdem Scholarch und Gymnasiallehrer sowie Konsistorialrat des von Preußen verwalteten Herzogtums Magdeburg. Gegen den erbitterten Widerstand der Pietisten August Hermann Franckes und Carl Hildebrand von Cansteins, die ihm unsittlichen Lebenswandel, Gewinnstreben, ja „atheismum ... im hertzen“ vorwarfen, wurde der orthodoxe Heineccius 1720 als Vertreter Joachim Justus Breithaupts Vize-Generalsuperintendent des Herzogtums Magdeburg.
Johann Burckhardt Mencke verfasste für ein Porträt Heineccius’ in einer von diesem 1711 veröffentlichten Schrift den Alexandriner:
Hier ist HEINECCIUS in Kupfer eingegraben,
Der selbst das Ebenbild der schönsten Tugend ist;
Wil man ein Conterfait von rarer Weisheit haben,
So zeiget es sich dem, der seine Schrifften liest.
Johann Michael Heineccius begann in Goslar mit einer intensiven historischen Forschungs- und Publikationstätigkeit, bei der er als einer der Ersten die historischen Siegel der kirchlichen und weltlichen Körperschaften als Quellen auswertete. Daher gilt er als „Begründer der wissenschaftlichen Siegelkunde“. Er war auch als Textdichter für Kirchenmusikwerke tätig. Möglicherweise stammen die Texte von Johann Sebastian Bachs Kantaten Christen, ätzet diesen Tag und Ich hatte viel Bekümmernis aus seiner Feder. Er setzte sich entschieden dafür ein, dass Bach Nachfolger des 1712 verstorbenen Friedrich Wilhelm Zachow an der Liebfrauenkirche wurde, wozu es dann nicht kam, weil Bach absagte.